# الكونغرس الوطني لهندرواس
الكونغرس الوطني لهندرواس (بالإسبانية: Congreso Nacional de Honduras)‏ هو الهيئة التشريعية في هندوراس، ويتكون من 128 مقعداً.